# Mary Jo Nye
Pour les articles homonymes, voir Nye.
Mary Jo Nye (née le 5 décembre 1944) est une historienne des sciences américaine membre du département d'histoire de l’université d'État de l'Oregon,. Elle est connue pour son travail sur les relations entre les découvertes scientifiques et les phénomènes politiques et sociaux.

## Carrière
En 1970, Mary Jo Nye commence à enseigner à temps partiel à l'université d'Oklahoma, d'abord en tant que professeure assistante en 1975, professeure agrégée en 1978, tout en travaillant comme présidente par intérim du département d'histoire des sciences en 1981, avant de devenir professeure titulaire en 1985. En 1991, elle est nommée George Lynn Cross Research Professor en histoire des sciences. Elle et son mari, également membre de la faculté, se rendent fréquemment en France pour leurs recherches. Leurs intérêts s’élargissent ensuite pour inclure le Royaume-Uni et l'Allemagne. Nye étudie les travaux du physicien britannique et lauréat du prix Nobel Patrick Blackett. En 1993, elle est nommée présidente du département d'histoire des sciences de l'université d'Oklahoma.
Mary Jo Nye a été un membre actif de l’History of Science Society (HSS), siégeant en tant que vice-présidente en 1987. Elle a également été la deuxième vice-présidente de la division d'histoire des sciences de l'Union internationale d'histoire et de philosophie des sciences.
En 1994, Nye et son mari sont co-nommés Thomas Hart and Mary Jones Horning Professors in the Humanities (sciences humaines) et professeurs d'histoire à l’université d'État de l'Oregon. Elle s’intéresse alors à Linus Pauling, dont les articles sont archivés par l'université et dont la carrière couvre une grande partie du XXe siècle. Elle entreprend d’autre part des travaux sur le philosophe et physico-chimiste hongrois Michael Polanyi. Nye prend sa retraite de l'université d'État de l'Oregon en 2009.

## Domaines de recherche
- L'histoire de la chimie et de la physique depuis le XVIIIe siècle en Europe de l'Ouest, en Grande-Bretagne et aux États-Unis
- L'histoire sociale et culturelle des sciences, notamment les sciences de laboratoire, les études universitaires, et les activités politiques de scientifiques
- La philosophie des sciences, notamment les relations entre la théorie et les preuves
- Des études de Michael Polanyi et de Patrick Blackett

## Publications (sélection)

### En tant qu'auteure
- Molecular reality ; A perspective on the scientific work of Jean Perrin, London [usw.] : MacDonald [usw.], 1972
- Science in the Provinces: Scientific Communities and Provincial Leadership in France, 1860-1930, University of California Press, 1986,  (ISBN 0-520-05561-6)
- From chemical philosophy to theoretical chemistry : dynamics of matter and dynamics of disciplines, 1800 - 1950, Berkeley [u.a.] : Univ. of California Press, 1993
- Before Big Science: The Pursuit of Modern Chemistry and Physics, 1800-1940, Harvard University Press, Reprint 1999,  (ISBN 0-674-06382-1)
- « Was Linus Pauling a Revolutionary Chemist? » (Award Address - Dexter Award), Bull. Hist. Chem. 25 (2000), 73-82.
- Blackett. Physics, War, and Politics in the Twentieth Century, Harvard University Press, 2004 -  (ISBN 0-674-01548-7) - à propos de Patrick Blackett[7]
- The invention of physical science: intersections of mathematics, theology and natural philosophy since the seventeenth century ; essays in honor of Erwin N. Hiebert, Dordrecht [u.a.] : Kluwer, 1992
- The Cambridge History of Science, Vol. 5: The Modern Physical and Mathematical Sciences, Cambridge University Press, 2002,  (ISBN 0-521-57199-5)

## Prix
- 2017 : prix Abraham Pais de la Société américaine de physique.
- 2013 : prix John et Martha Morris pour ses travaux sur l'histoire de la chimie moderne de la Society for the History of Alchemy and Chemistry (en)[8].
- 2013 : prix Roy G. Neville en bibliographie ou biographie de l'Institut d'histoire des sciences pour son livre Michael Polanyi and His Generation: Origins of the Social Construction of Science[9].
- 2006 : médaille George Sarton de la History of Science Society's en hommage à ses travaux académiques[10].
- 2005 : élue en tant que membre correspondante de l'Académie internationale d'histoire des sciences[11].
- 1999 : Dexter Award (en) pour ses travaux dans l'histoire de la chimie par l'American Chemical Society[12].
- 1998 : élue en tant que membre de l'Association américaine pour l'avancement des sciences.
- 1993 : élue comme membre de l'Académie américaine des arts et des sciences[13].